# Francesco Panetta

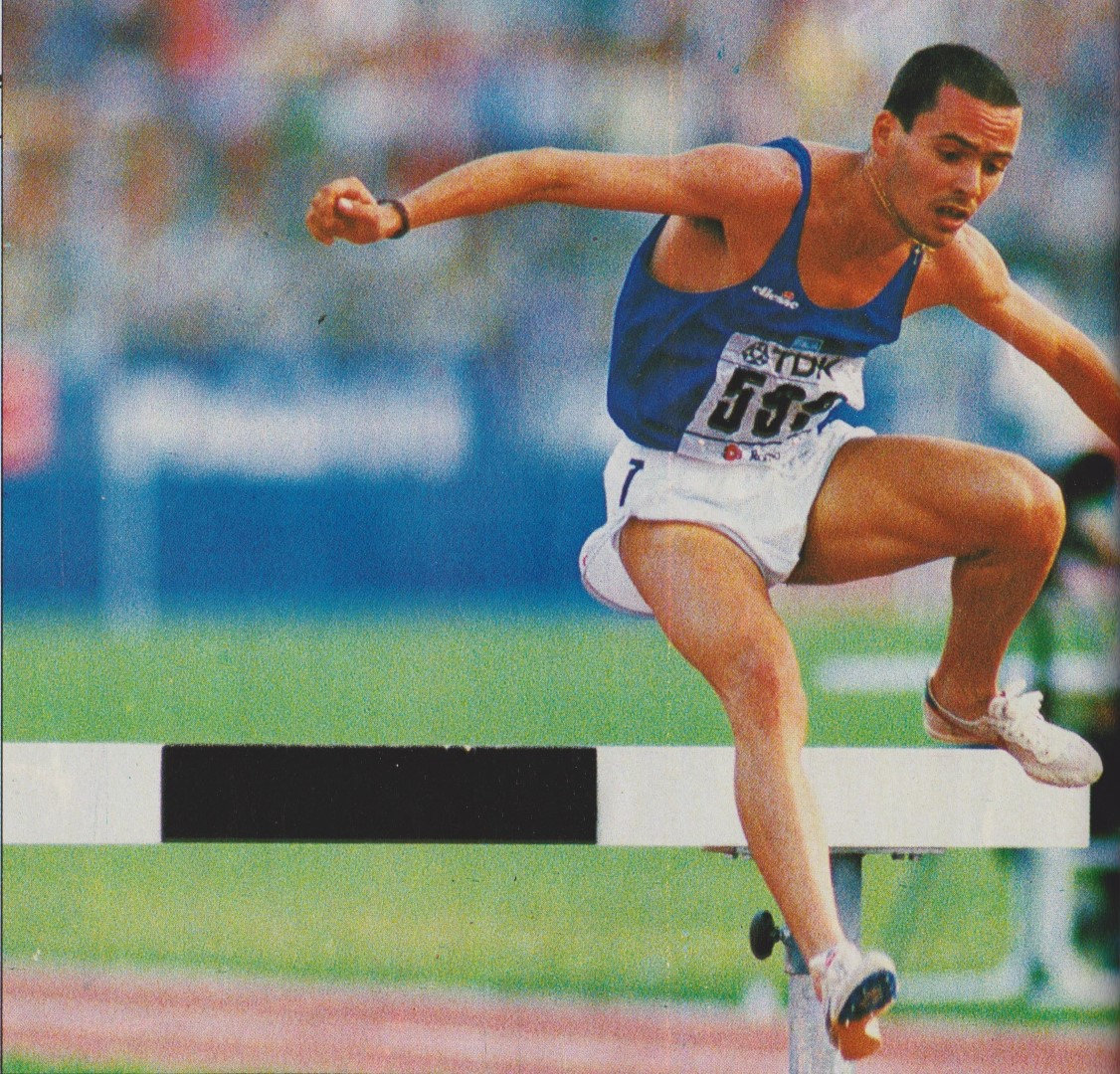
Francesco Panetta en 1987.

Francesco Panetta (Siderno, Italia; 10 de enero de 1963) es un atleta italiano ya retirado, especialista en pruebas de obstáculos (3.000 Obstáculos) y de fondo (5.000 y 10.000). Logró la medalla de oro en la prueba de 3000 m obstáculos en los Campeonatos del Mundo de 1987.

## Carrera profesional
El primer gran resultado internacional lo obtiene en el año 1982 al lograr la sexta plaza en los Campeonatos del Mundo júnior de Campo a través, y como integrante del equipo italiano lograría el subcampeonato.
Comienza también a destacar en los 3.000 m Obstáculos, prueba que continúa compaginando con los 5.000 y 10.000 metros. En 1986 en los Campeonatos de Europa al aire libre celebrados en Stuttgart llega su consagración al obtener la medalla de plata en la prueba de los 3.000 m obstáculos tras el alemán oriental Melzer y por delante del alemán occidental Ilg. La final fue tan disputada que tan sólo 27 centésimas separaron a los tres primeros en la meta.
En el verano de 1987 se celebraba en Roma el Campeonato del Mundo de atletismo al aire libre donde se inscribe en las pruebas de 10.000 m y 3.000 m obstáculos. Era por tanto una ocasión ideal para que con el apoyo de su público Francesco obtuviera un gran resultado
El 29 de agosto se celebra la final de los 10.000 metros. La carrera discurre compacta hasta que en el 6.º km el Keniano Kipkoech aumenta la velocidad, tan sólo Francesco Panetta aguanta el cambio de ritmo aunque en el paso del 8.º km pierde 7 segundos, puesto que mantuvo y le permitió lograr la medalla de plata con un tiempo de 27’48”98.
Cuatro días después el 3 de septiembre vence en la primera semifinal de los 3.000 m obstáculos. La final celebrado el día 5 de septiembre al paso por el primer kilómetro realizado en un tiempo de 2’43”66, Francesco decide tomar la iniciativa seguido por el keniano Kipkemboi; pero al paso por mitad de carrera el keniano cae al paso por un obstáculo teniendo que abandonar, esto permite a Francesco marcharse en solitario hacia el triunfo mientras el estadio entero ruge en apoyo a su compatriota. El tiempo final será de 8’08”57.
El año 1988 no es tan positivo para la carrera de Panetta y sólo puede ser 9.º en la final de 3.000 m obstáculos de los Juegos Olímpicos de Seúl.
El año 1989 supone el regreso a las grandes marcas al conseguir en la reunión de Helsinki una marca de 27’24”16 en los 10 000 m. Llegamos así a los Campeonatos de Europa de 1990, celebrados en Split en ellos Francesco logra el oro en la prueba de los 3000 m obstáculos con un tiempo de 8’12”66. Esta será su última gran actuación antes de su retirada en los Campeonatos de Europa de Helsinki de 1994.
Actualmente trabaja para la marca deportiva Diadora S.p.A como responsable de la sección de atletismo y para Timex Italia. Ocasionalmente aparece como comentarista deportivo para Raisport y escribe artículos en la revista italiana atlética "Corsa".

## Palmarés
- Campeón de Italia: 5.000 m (1 vez), 10.000 m (1 vez), 3.000 m obstáculos (2 veces), Cross (6 veces consecutivaas 1987-1992).
- Campeón de Europa: 3.000 m obstáculos (1990)
- Campeón del Mundo: 3.000 m obstáculos (1987)
- Subcampeón del Mundo: 10.000 m (1987)
- Subcampeón de Europa: 3.000 m obstáculos (1986)

## Marcas Personales
- 3000 m Obstáculos: 8.08,57
- 5000 m : 13.06,76
- 10.000m : 27.24,16

- Datos: Q584596
- Multimedia: Francesco Panetta / Q584596